# Sepp Innerkofler
Sepp Innerkofler (28. října 1865 Sexten - 4. července 1915 Monte Paterno) byl slavný jihotyrolský horolezec, horský vůdce a hoteliér, hrdina bojů v Dolomitech. Padl v řadách rakouskouherské armády před očima svých synů Pepiho a Gottfrieda, když vedl prakticky beznadějný pokus o dobytí vrcholu Monte Paterno, hájeného přesilou italských alpiniérů.